# Assyrische Federatie Nederland
De Assyrische Federatie Nederland (AFN) is een overkoepelende organisatie voor de Assyriërs in Nederland. De AFN richt zich op onderwerpen met betrekking tot de Nederlandse Assyriërs, verschillende Assyrische kwesties en thuisland Assyrië. De federatie heeft als streven om de stem van de Assyriërs in de politiek en de media te laten horen. De federatie zet zich ook in voor het bevorderen van gelijke rechten en de democratie in het Midden-Oosten en Assyrië. Daarnaast is de Assyrische Federatie Nederland een onderdeel van de Assyrische Confederatie van Europa.

## Geschiedenis
De federatie is in 2015 opgericht onder leiding van een aantal Assyrische organisaties namelijk, Assyrian Dutch Society, Stichting Assyrië Nederland, Assyrian Aid Sociëty en enkele individuen. De federatie is officieel gesticht door Sabri Gabriel, Shlimon Hadad en Attiya Gamri. Het bestuur is gekozen tijdens de eerste bijeenkomst in Hengelo.
In 2020 is er een nieuw bestuur gevormd.

## Doelen
De organisatie heeft de volgende doelen:
- Het bevorderen van samenwerking tussen andere partijen (Assyrische verenigingen en stichtingen) zowel op nationaal als internationaal gebied.
- Zoveel mogelijk Assyriërs bereiken en bekendheid creëren door sociale media in te zetten om kennis en informatie te delen.
- Actief lobbyen en verschillende media benaderen voor Assyrische vraagstukken.
- Contact stimuleren en behouden met personen en partijen uit het Assyrisch gebied.
- Jongeren betrekken bij de Assyrische politiek en het stimuleren van activisme.